# 1954 na música

## Eventos
- 5 de Julho - Começo da carreira profissional de Elvis Presley.
- Maio de 1954 - Cauby lança seu primeiro sucesso "Blue Gardênia".

## Grupos Formados
- Tião Carreiro e Pardinho

## Nascimentos
| 16 de março    | Nancy Wilson           | vocalista                          | Estados Unidos |             |              |        |        |  |  |
| 5 de maio      | Chitãozinho            | Cantor                             | Brasil}        |             |              |        |        |  |  |
| 19 de maio     | Phil Rudd              | Baterista                          | Austrália      |             |              |        |        |  |  |
| 7 de julho     | Ron Jones              | compositor                         | Estados Unidos |             |              |        |        |  |  |
| 2 de agosto    | António Manuel Ribeiro | poeta, compositor e músico de rock | Portugal       |             |              |        |        |  |  |
| 25 de agosto   | Elvis Costello         | cantor                             | Inglaterra     |             |              |        |        |  |  |
| 7 de setembro  | Shirley Carvalhaes     | cantora                            |                | 10 de julho | Neil Tennant | cantor | Brasil |  |  |
| 12 de setembro | Scott Hamilton         | saxofonista                        | Estados Unidos |             |              |        |        |  |  |
| 3 de outubro   | Stevie Ray Vaughan     | guitarrista                        | Estados Unidos | m. 1990     |              |        |        |  |  |
| 14 de novembro | Yanni Chryssomallis    | músico                             | Grécia         |             |              |        |        |  |  |
| 23 de novembro | Bruce Hornsby          | cantor, pianista e compositor      | Estados Unidos |             |              |        |        |  |  |
| 25 de Dezembro | Annie Lennox           | cantora e compositora              | Reino Unido    |             |              |        |        |  |  |

## Mortes
| Data       | Nome         | Profissão  | Nacionalidade  | Observações | Ref |
| ---------- | ------------ | ---------- | -------------- | ----------- | --- |
| 19 de maio | Charles Ives | compositor | Estados Unidos | n. 1874     |     |